# Сузо Чеккі д'Аміко
Су́зо Че́ккі Д'Амі́ко (італ. Suso Cecchi D’Amico; 21 липня 1914, Рим — 31 липня 2010, Рим) — кіносценаристка, видатна діячка італійського кінематографу XX століття.

## Біографія та творчість
Народилася в артистичній сім'ї. Дебютувала сценарієм фільму «Мій син професор» режисера Ренато Кастеллані (1946), але увійшла до великого кіно у 1948 році, коли на екрани вийшов фільм Вітторіо де Сіки «Викрадачі велосипедів» — ключова стрічка італійського неореалізму. Наступного року французький режисер Рене Клеман зняв за сценарієм Сузо Чеккі Д'Аміко стрічку, що стала знаменитою, «Біля стін Малапаги», у 1951 році Де Сіка поставив за її сценарієм «Диво в Мілані».
Через три роки фільмом «Найкрасивіша» починається тривала і плідна співпраця сценаристки з режисером Лукіно Вісконті — разом вони працювали над фільмами «Почуття» (1954, за Камілло Бойто), «Білі ночі» (1957, за Достоєвським), «Рокко та його брати» (1960, за Джованні Тесторі), «Леопард» (1963, за Джузеппе Томазі Ді Лампедузою), «Сторонній» (1967, за Альбером Камю), «Людвіг» (1972), «Сімейний портрет в інтер'єрі» (1974), «Невинний» (1976, за Габріеле д'Аннунціо).
Співпрацювала і з іншими видатними італійськими режисерами періоду неореалізму, наприклад, «Дама без камелій» (1953) і «Подруги» (1955) Мікеланджело Антоніоні, «Сальваторе Джуліано» (1962) Франческо Розі, «Казанова-70» (1965, номінація на премію Оскар за найкращий сценарій) Маріо Монічеллі, Мауро Болоньїні. Працювала з Альберто Латтуадою, Валеріо Дзурліні, Франко Дзефіреллі, Луїджі Коменчіні, Дереком Джарменом («Караваджо»), Михалісом Какояннісом, Мартіном Скорсезе, Микитою Михалковим («Очі чорні») та ін.

## Мемуари
Їй належать колоритні усні мемуари Storie di cinema (e d'altro) (1996).

## Визнання
Премія Давид ді Донателло (1986) та ін. e 1994 році була удостоєна почесного «Золотого Лева» Венеційського фестивалю за внесок у кінематограф. Премія Жана Ренуара (США, 2009). Орден «За заслуги перед Італійською Республікою».

## Обрана фільмографія
Сценарист
- 1947 — Шляхетна Анджеліна / L'Onorevole Angelina
- 1947 — Злочин Джованні Епіскопо / Il Delitto di Giovanni Episcopo
- 1947 — Жити в мирі / Vivere in pace
- 1948 — Викрадачі велосипедів / Ladri di biciclette
- 1948 — Біля стін Малапаги / Le Mura di Malapaga
- 1951 — Диво в Мілані/ Miracolo a Milano
- 1951 — Найкрасивіша / Bellissima
- 1952 — Червоні сорочки / Camicie rosse
- 1953 — Дама без камелій / La Signora senza camelie
- 1953 — Ми — жінки / Siamo donne
- 1954 — Почуття / Senso
- 1955 — Подруги / Le Amiche
- 1956 — Щастя бути жінкою / La Fortuna di essere donna
- 1957 — Білі ночі / Le Notti bianche
- 1959 — Пекло в місті / Nella città l'inferno
- 1960 — Це почалось у Неаполі / It Started in Naples
- 1960 — Рокко та його брати / Rocco e i suoi fratelli
- 1960 — Сміх радості / Risate di gioia
- 1962 — Боккаччо-70 / Boccaccio'70 (Новели «Ренцо і Лучіана» і «Рібота»
- 1962 — Сальваторе Джуліано / Salvatore Giuliano
- 1963 — Леопард / Il Gattopardo
- 1965 — Казанова-70 / Casanova'70
- 1965 — Туманні зірки Великої Ведмедиці / Vaghe stelle dell'Orsa…
- 1966 — Приборкання непокірної / La Bisbetica domata
- 1967 — Сторонній / Lo Straniero
- 1969 — Метелло / Metello
- 1971 — Леді Свобода / La Mortadella
- 1972 — Людвіг / Ludwig
- 1972 — Пригоди Піноккіо / Le Avventure di Pinocchio
- 1974 — Сімейний портрет в інтер'єрі / Gruppo di famiglia in un interno
- 1976 — Невинний / L'Innocente
- 1977 — Ісус із Назарету / Jesus of Nazareth (міні-серіал)
- 1984 — Чималий скандал / Uno scandalo perbene
- 1986 — Караваджо / Caravaggio
- 1986 — Очі чорні / Очи чёрные
- 1988 — Шахраї як і ми / I Picari
- 1989 — Страдіварі / Stradivari
- 1999 — Брудна білизна / Panni sporchi
- 2000 — Небеса, що рухнули / Il Cielo cade
- 2006 — Троянда пустелі / Le Rose del deserto

Ролі в кіно
- 1962 Боккаччо-70 / Boccaccio — 70 / (Новела «Ренцо і Лучіана») — епізод